# Biržai
Biržai è una città del distretto omonimo della contea di Panevėžys, situata nel nord della Lituania. È conosciuta soprattutto per il suo castello e perché sia lì che nei dintorni si producono rinomate birre tradizionali. Secondo una stima del 2020, la sua popolazione ammonta a 10.807 abitanti.
Non è molto distante dal confine tra la Lettonia e la Lituania.

## Denominazioni
Il nome della città è di origine lituana ed è riportato in diverse forme in altre lingue: Birsen (in tedesco), Birże (in polacco), Birzhai (Биржай, trasl. Birjay, in russo - pre-1917 Биржи, Birji) e בירז, trasl. Birz o Birzh (in yiddish).

## Storia

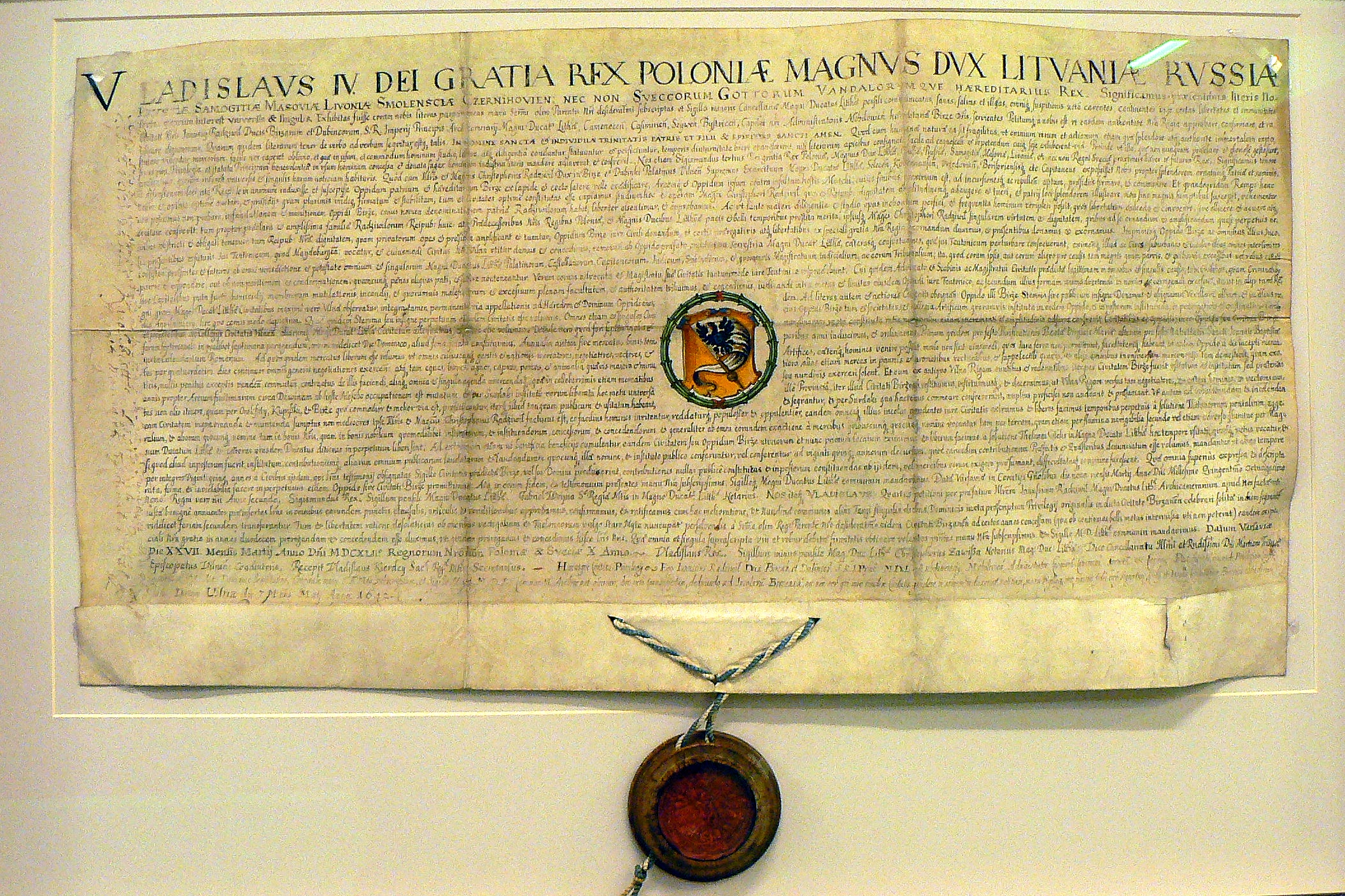
Privilegio concesso a Biržai da Ladislao IV di Polonia

La prima menzione scritta della città risale al 1520. La costruzione del castello di Biržai iniziò nel 1586 e alla città furono concessi i diritti di Magdeburgo nel 1589. Nel 1575, in vista della realizzazione del castello, fu costruita una diga sui fiumi Agluona e Apaščia alla loro confluenza, il cui risultato fu la costituzione del lago artificiale Širvėna: questo si estende per circa 40 km² e risulta il più antico specchio d'acqua artificiale sopravvissuto in Lituania. La storia della città è strettamente legata alla famiglia Radziwiłł (in lituano: Radvila): Jerzy Radziwiłł fu il primo nobile a stabilirsi nella città. Successivamente, dopo che sua figlia Barbara Radziwiłł sposò il Granduca di Lituania e il re di Polonia Sigismondo II Augusto nel 1547, il potere e l'influenza della famiglia crebbero di gran lunga. La famiglia Radvila fondò una chiesa e una scuola protestante e la città divenne un centro culturale della Riforma protestante in Lituania.
La comunità locale di ebrei lituani, stabilitasi nel ducato di Biržai alla fine del XVI secolo, fu influente grazie allo stabilimento una società di prestito senza interessi, di due importanti mulini e di un'attività di esportazione internazionale di lino. I tartari musulmani di Lipka svolgevano compiti militari, di polizia e postali per conto della famiglia Radziwill.

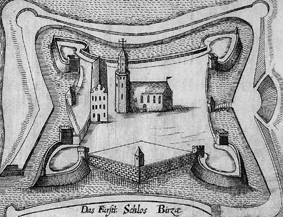
Incisione del castello di Biržai nel XVII secolo

Durante la guerra polacco-svedese, il castello di Biržai assunse un importante ruolo dal punto di vista difensivo. Nel 1625, Gustavo II Adolfo, re di Svezia, attaccò il castello con 8.000 soldati e coloro posti a presidio di esso dovettero arrendersi. La fortificazione fu lasciata in rovina e fu ricostruita, solo per poi essere bruciata, nel 1655. Nel 1662–1669, si procedette a rimetterlo in piedi in stile rinascimentale. Il 9 marzo 1701, Augusto il Forte e Pietro il Grande firmarono un patto nel castello per congiungere le proprie forze contro la Svezia e, quando il castello venne attaccato nel 1704 durante la Grande guerra del nord, fu completamente distrutto e lasciato in rovina fino al suo restauro negli anni '90.

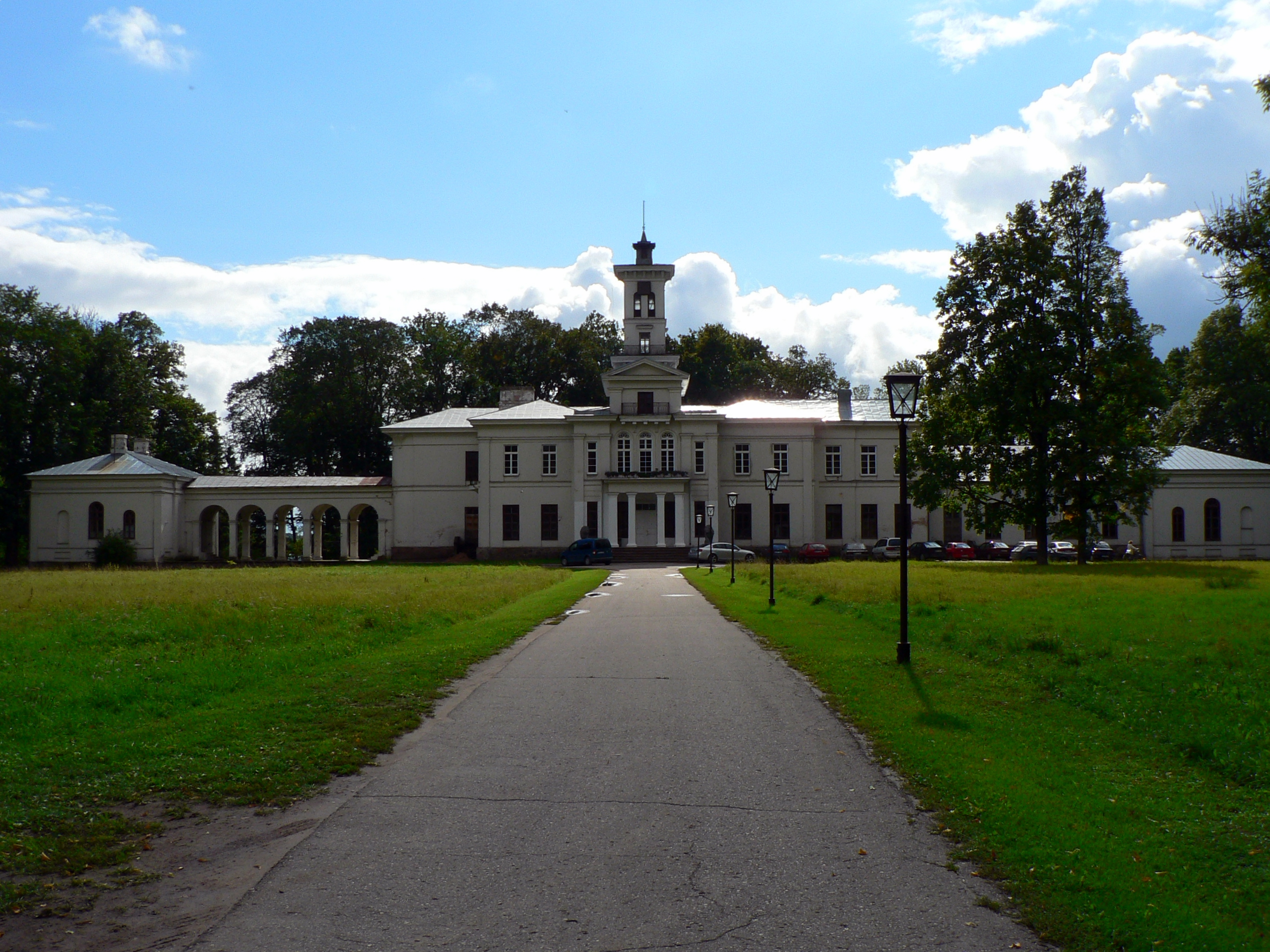
Palazzo Tyszkiewicz nel quartiere di Astravas

La popolazione della città soffrì molto l'astio tra protestanti e cattolici e, alla fine del XVIII secolo, si aggiunse la perdita dei diritti cittadini per Biržai. I Radziwiłł persero la loro ricchezza e la loro influenza, con la conseguenza che Biržai fu ceduta alla famiglia Tyszkiewicz per coprire i debiti nel 1811. Nel 1849-1862, i Tyszkiewicz costruirono un palazzo in stile neoclassico nel quartiere di Astravas, dall'altra parte del lago rispetto al sito del castello originale.
Nel 1869 la città contava circa 2.600 abitanti. Trent'anni dopo la popolazione era cresciuta a 4.400.
Durante la seconda guerra mondiale, l'intera comunità ebraica di Biržai fu sterminata: 15 semiti vennero fucilate dai soldati tedeschi nel cimitero ebraico di Biržai nel luglio 1941. L'8 agosto 1941, la Gestapo e i collaborazionisti lituani contribuirono al massacro di chi fosse ancora rimasto in vita, circa 2.400 persone: le esecuzioni vennero compiute in una fossa comune immersa nella vegetazione distante 3 km fuori dalla città. Il conflitto causò danni non solo demografici, ma anche architettonici (è il caso della città vecchia, la cui parte sopravvissuta fa ora parte del patrimonio archeologico), tanto che ben pochi edifici non furono rasi al suolo.
Nel 1968 la popolazione raggiunse le 10.000, saliti a 15.000 di recente.

## Architettura

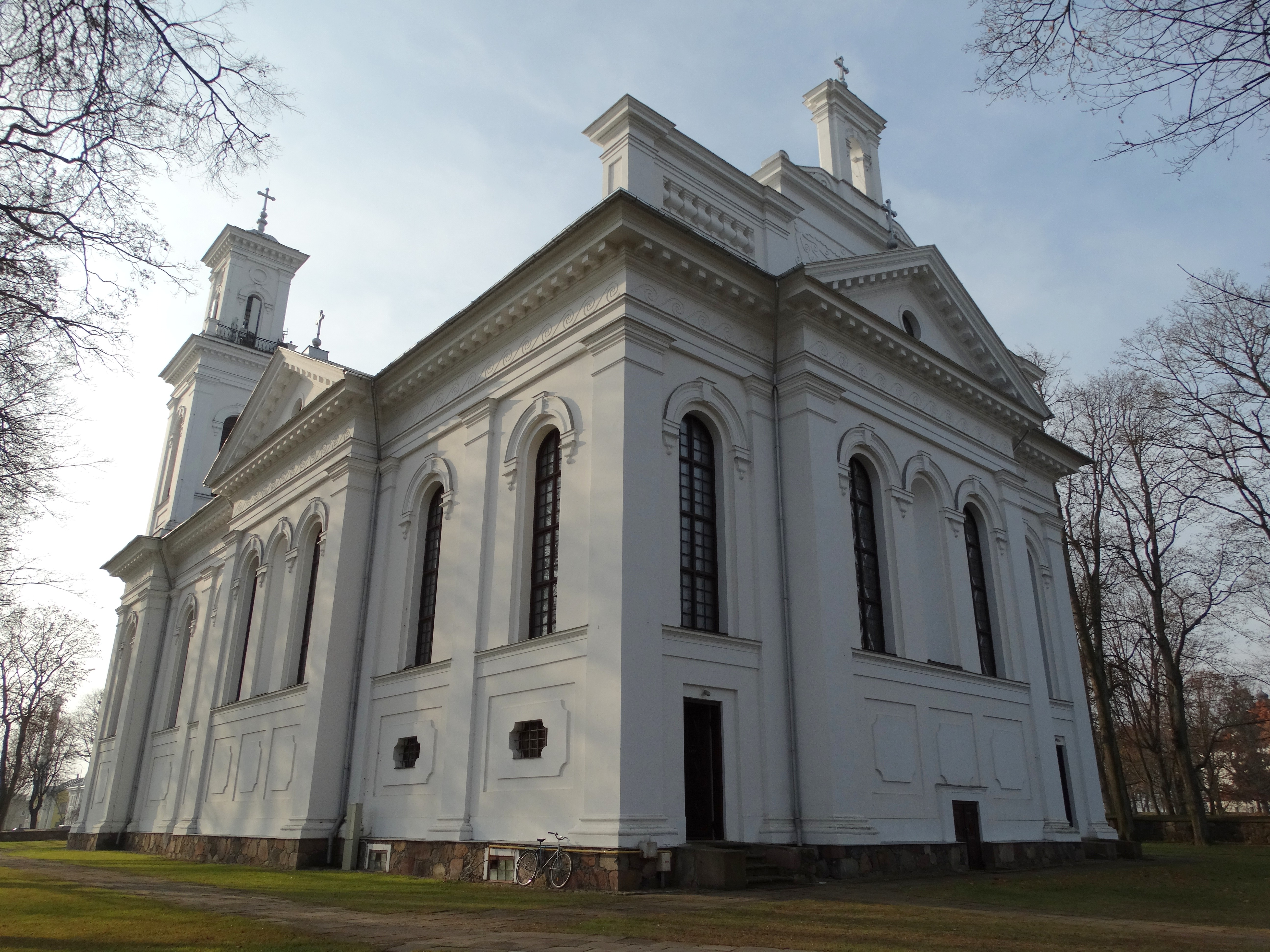
Chiesa di San Giovanni Battista

Dopo che i disordini e i conflitti in epoca moderna cessarono, dal XIX secolo le case residenziali in legno divennero ben più comuni, così come costruzioni in amianto o coperture in lamiera. Gli edifici in mattoni sono stati poi preferiti perché meglio adatti a fronteggiare gli inverni freddi e le estati calde. All'inizio del XX secolo, le strade principali erano in ciottoli. I danni maggiori risultarono a seguito della guerra mondiale, la quale comportò la distruzione di una gran fetta del centro abitato.
In epoca sovietica, la popolazione crebbe del doppio rispetto ai decenni antecedenti: per far fronte a tale sviluppo demografico: si ultimarono circa 60 nuovi condomini e si asfaltarono tutte le strade principali La maggior parte delle nuove costruzioni in mattoni fu lasciata non intonacata.

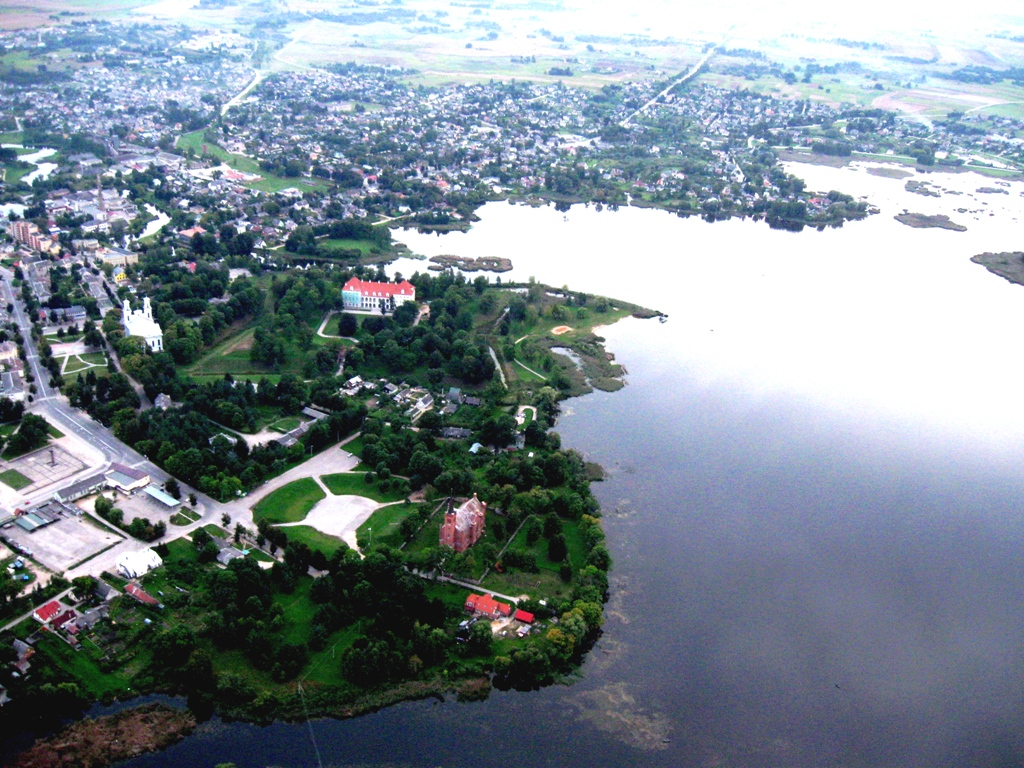
Panorama aereo della città nel 2009

Grazie ai fondi per lo sviluppo concessi dall'Unione europea, l'insediamento ha vissuto una nuova primavera: dal 2014 i lavori di ristrutturazione di condomini si sono susseguiti in maniera copiosa, così come interventi volti a migliorare la rete viaria: in particolare, ci si è poi concentrati sul recupero del vecchio castello e sulla realizzazione di progetti architettonici in stile futuristico.

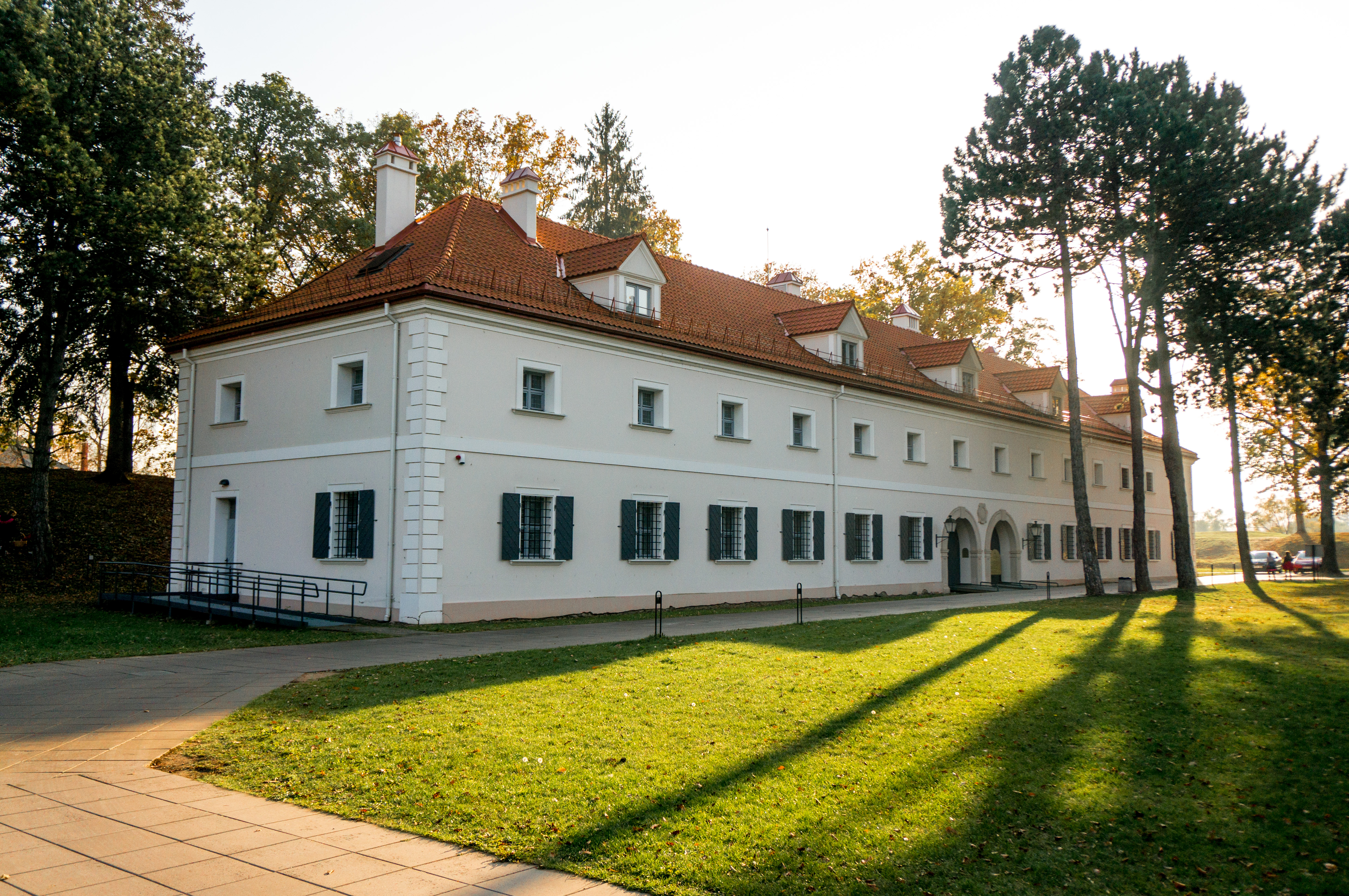
Arsenale del castello di Biržai ricostruito nel 2013 per ripristinare un aspetto storico del cortile del castello

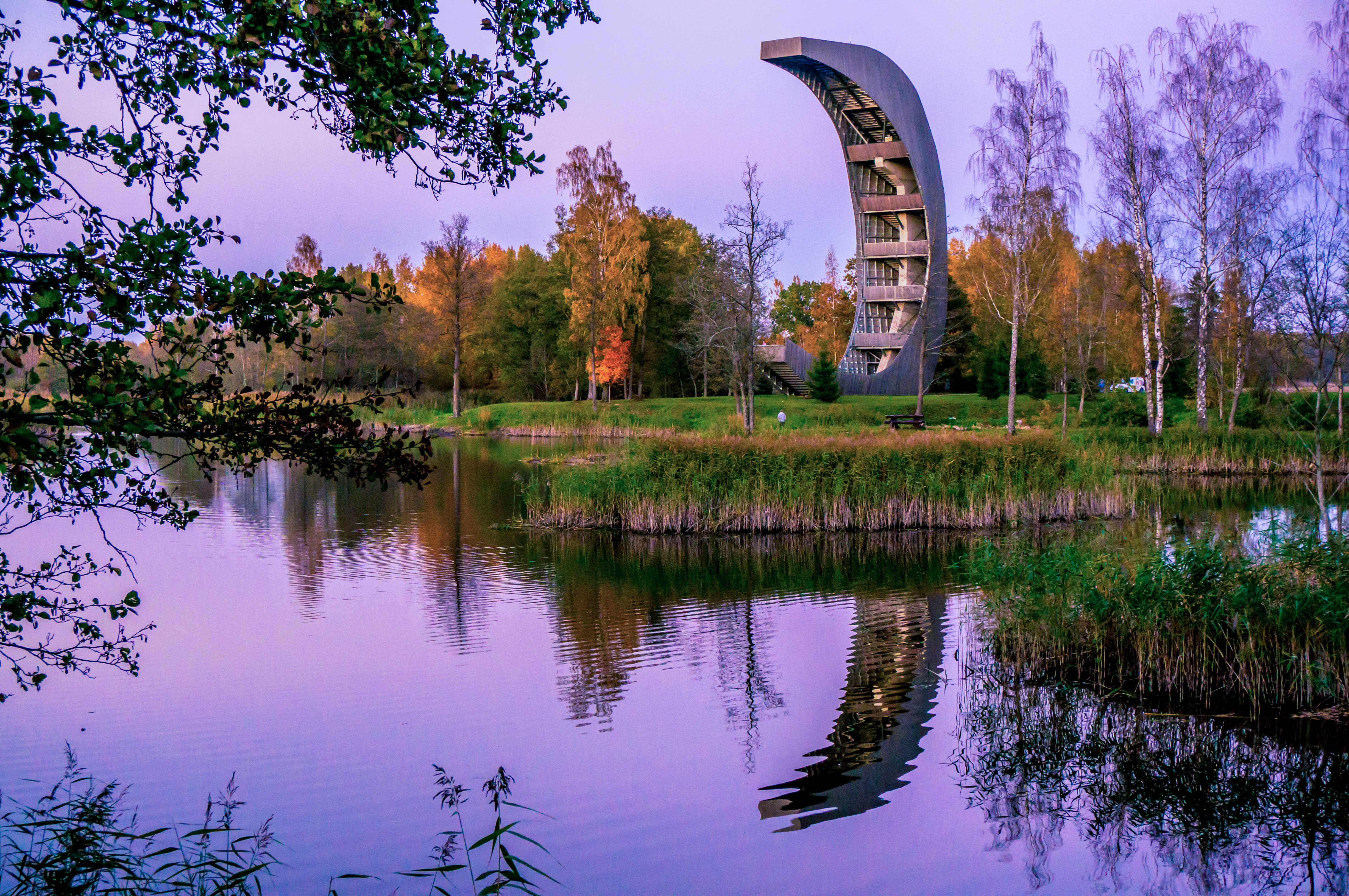
La torre di Kirkilai alta 32 a forma di canoa con vista sui laghi Kirkilai aperta nel 2015. Gli architetti della torre di osservazione furono Giedrius Akelis e Lina Šantaraitė

## Geografia

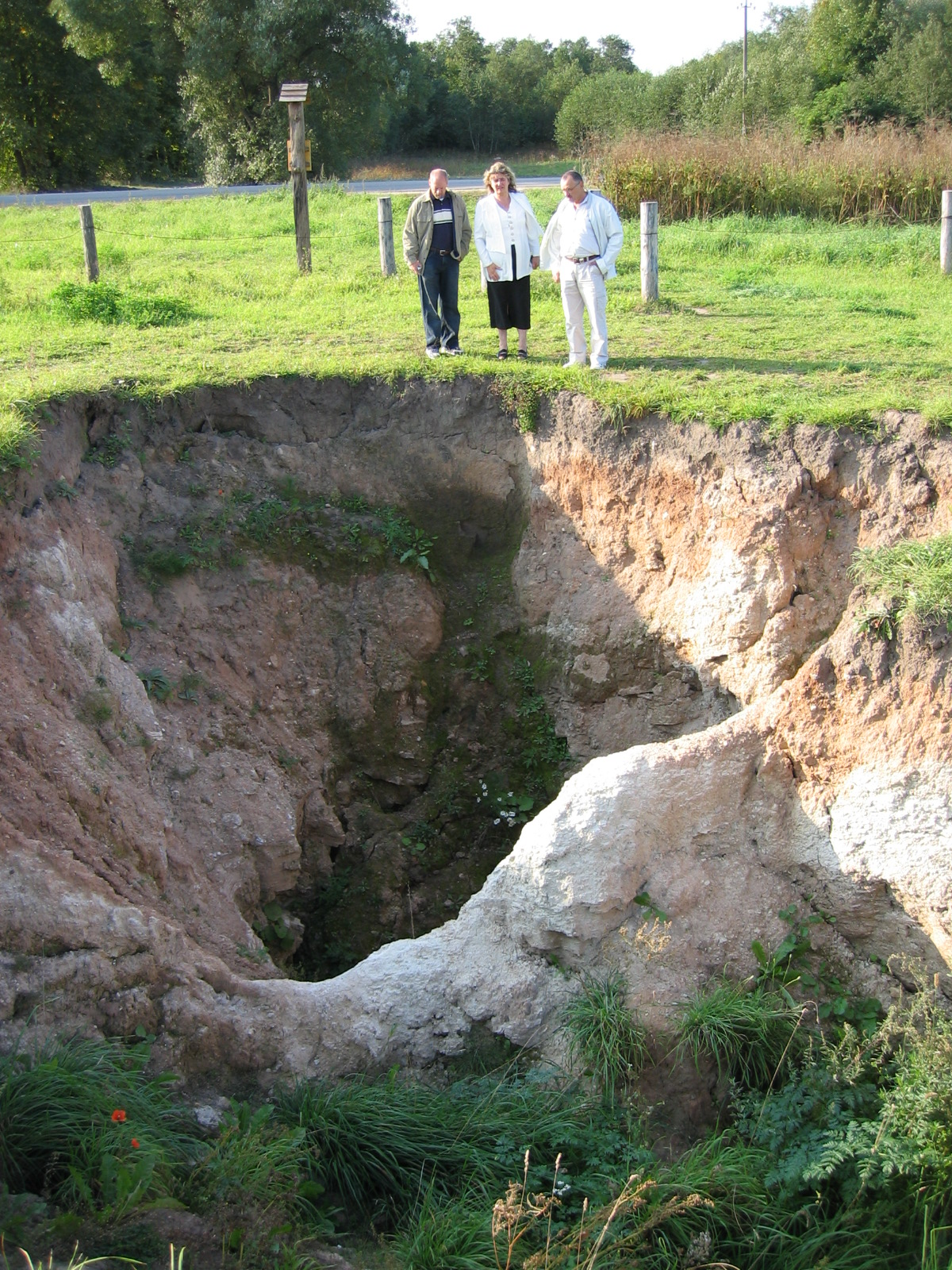
Dolica scoperta nel dicembre del 2004

La parte settentrionale della città, così come il lago Širvėna, rientra nel Parco regionale di Biržai. Nel parco sono state identificate circa 9.000 doline, formatesi in maniera repentina appena il gesso nel terreno si è disciolto nelle falde acquifere. Alcuni di questi depositi sono asciutti, mentre altri sono diventati piccoli stagni o laghi riempiti d'acqua dai numerosi fiumi e torrenti sotterranei: ogni anno si assiste al ritrovamento di ulteriori doline. Secondo la leggenda locale, la dolina profonda 20 metri conosciuta come Karves ola (Grotta della Mucca) fu scoperta da un contadino dopo la scomparsa della sua mucca: il fondo della formazione geologica è collegata a una grotta e a un lago sotterraneo.

### Clima
| Dati climatici di Biržai | Mesi  | Mesi  | Mesi  | Mesi  | Mesi | Mesi | Mesi | Mesi | Mesi | Mesi  | Mesi  | Mesi  | Stagioni | Stagioni | Stagioni | Stagioni | Anno  |
| Dati climatici di Biržai | Gen   | Feb   | Mar   | Apr   | Mag  | Giu  | Lug  | Ago  | Set  | Ott   | Nov   | Dic   | Inv      | Pri      | Est      | Aut      | Anno  |
| ------------------------ | ----- | ----- | ----- | ----- | ---- | ---- | ---- | ---- | ---- | ----- | ----- | ----- | -------- | -------- | -------- | -------- | ----- |
| T. media (°C)            | −3,1  | −2,2  | 2,5   | 10,1  | 17,6 | 21,0 | 22,0 | 21,3 | 16,2 | 10,2  | 3,6   | −0,8  | −2,0     | 10,1     | 21,4     | 10,0     | 9,9   |
| T. min. media (°C)       | −8,6  | −8,4  | −4,4  | 1,7   | 6,7  | 10,3 | 11,8 | 11,0 | 7,4  | 3,4   | −0,9  | −5,9  | −7,6     | 1,3      | 11,0     | 3,3      | 2,0   |
| T. max. assoluta (°C)    | 8,4   | 13,0  | 18,8  | 26,1  | 30,7 | 33,3 | 36,4 | 33,3 | 29,2 | 22,7  | 16,2  | 10,5  | 13,0     | 30,7     | 36,4     | 29,2     | 36,4  |
| T. min. assoluta (°C)    | −35,1 | −35,5 | −29,5 | −16,7 | −4,1 | 0,1  | 3,5  | 0,4  | −5,3 | −10,8 | −20,4 | −31,4 | −35,5    | −29,5    | 0,1      | −20,4    | −35,5 |
| Precipitazioni (mm)      | 32    | 24    | 34    | 40    | 52   | 58   | 77   | 71   | 64   | 55    | 52    | 46    | 102      | 126      | 206      | 171      | 605   |

## Sport
- FK Širvėna Biržai (squadra di calcio);
- Stadio di Biržai (La capacità attuale dello stadio è di 1.000 posti a sedere);
- KK Biržai (club di basket).